# Bauné
Bauné és un municipi francès situat al departament de Maine i Loira i a la regió de País del Loira. L'any 2007 tenia 1.421 habitants.

## Demografia

### Població
El 2007 la població de fet de Bauné era de 1.421 persones. Hi havia 508 famílies de les quals 112 eren unipersonals (44 homes vivint sols i 68 dones vivint soles), 160 parelles sense fills, 220 parelles amb fills i 16 famílies monoparentals amb fills.
La població ha evolucionat segons el següent gràfic:
Habitants censats

### Habitatges
El 2007 hi havia 543 habitatges, 514 eren l'habitatge principal de la família, 14 eren segones residències i 15 estaven desocupats. 464 eren cases i 15 eren apartaments. Dels 514 habitatges principals, 366 estaven ocupats pels seus propietaris, 144 estaven llogats i ocupats pels llogaters i 4 estaven cedits a títol gratuït; 41 tenien una cambra, 35 en tenien dues, 49 en tenien tres, 94 en tenien quatre i 294 en tenien cinc o més. 426 habitatges disposaven pel capbaix d'una plaça de pàrquing. A 164 habitatges hi havia un automòbil i a 283 n'hi havia dos o més.

### Piràmide de població
La piràmide de població per edats i sexe el 2009 era:
| Homes | Edats   | Dones |
| ----- | ------- | ----- |
| 0     | 95 o +  | 4     |
| 8     | 90 a 94 | 16    |
| 4     | 85 a 89 | 12    |
| 12    | 80 a 84 | 8     |
| 28    | 75 a 79 | 32    |
| 24    | 70 a 74 | 28    |
| 12    | 65 a 69 | 24    |
| 20    | 60 a 64 | 24    |
| 24    | 55 a 59 | 16    |
| 16    | 50 a 54 | 24    |
| 60    | 45 a 49 | 40    |
| 60    | 40 a 44 | 56    |
| 48    | 35 a 39 | 56    |
| 52    | 30 a 34 | 52    |
| 24    | 25 a 29 | 12    |
| 24    | 20 a 24 | 36    |
| 72    | 15 a 19 | 32    |
| 64    | 10 a 14 | 52    |
| 64    | 5 a 9   | 60    |
| 56    | 0 a 4   | 40    |

## Economia
El 2007 la població en edat de treballar era de 857 persones, 664 eren actives i 193 eren inactives. De les 664 persones actives 624 estaven ocupades (341 homes i 283 dones) i 39 estaven aturades (19 homes i 20 dones). De les 193 persones inactives 46 estaven jubilades, 88 estaven estudiant i 59 estaven classificades com a «altres inactius».

### Ingressos
El 2009 a Bauné hi havia 585 unitats fiscals que integraven 1.569,5 persones, la mediana anual d'ingressos fiscals per persona era de 17.608 €.

### Activitats econòmiques
Dels 39 establiments que hi havia el 2007, 1 era d'una empresa alimentària, 1 d'una empresa de fabricació d'altres productes industrials, 15 d'empreses de construcció, 9 d'empreses de comerç i reparació d'automòbils, 6 d'empreses de transport, 1 d'una empresa de serveis, 5 d'entitats de l'administració pública i 1 d'una empresa classificada com a «altres activitats de serveis».
Dels 15 establiments de servei als particulars que hi havia el 2009, 1 era una oficina de correu, 1 taller de reparació d'automòbils i de material agrícola, 4 guixaires pintors, 4 lampisteries, 4 electricistes i 1 perruqueria.
Dels 4 establiments comercials que hi havia el 2009, 1 era una fleca, 1 una carnisseria, 1 una botiga d'electrodomèstics i 1 un drogueria.
L'any 2000 a Bauné hi havia 19 explotacions agrícoles que ocupaven un total de 750 hectàrees.

## Equipaments sanitaris i escolars
El 2009 hi havia 1 hospital de tractaments de mitja durada (seguiment i rehabilitació) i 1 farmàcia.
El 2009 hi havia una escola elemental integrada dins d'un grup escolar amb les comunes properes formant una escola dispersa.

## Poblacions més properes
El següent diagrama mostra les poblacions més properes.